# 杭州西山国家森林公园
杭州西山国家森林公园是位于中华人民共和国浙江省杭州市西湖区中部的一个国家森林公园，属天目山山脉，占地面积1775.2公顷，范围包括转塘街道、双浦镇、留下街道。于2010年12月成为浙江省省级森林公园。2012年被批准为国家森林公园:131。
公园自北向南分为龙坞、灵山、大清谷三大片区。最高峰为如意尖，海拔537.3米，系杭州城区第一高峰:131。
有杭州城区唯一的地质溶洞群灵山溶洞和唯一自然大瀑布白龙飞瀑。
2016年，西湖区启动了“智慧西山”工程，计划实现无线网络覆盖、人流量监控、App建设等服务。